# 烟堇
烟堇（学名：Fumaria schleicheri）为罂粟科烟堇属下的一个种。
深色地球的煙氣一年生為草本植物，生長高度可達15至30厘米。淺綠色，略帶磨砂的葉子是雙羽狀的。線性或卵形伸長的葉尖是它們的寬度的三到五倍。花序是八到二十朵花。